# Rohard der Jüngere
Rohard, genannt der Jüngere (auch Rohard von Jaffa, * vor 1142; † nach 1179), war Vizegraf und Kastellan von Jerusalem.
Den Beinamen der Jüngere gaben ihm die Historiker zur Unterscheidung vom gleichnamigen von 1135 bis 1152 belegten Vizegrafen von Jerusalem, der entsprechend Rohard der Ältere genannt wird. Möglicherweise war Rohard der Jüngere ein Neffe Rohards des Älteren. Rohard muss adliger Herkunft gewesen sein, da das Amt des Kastellans im Gegensatz zu dem des Vizegrafen von Jerusalem nur an Adlige vergeben wurde.
Er war ein Gefolgsmann des Amalrich als dieser noch Graf von Jaffa war und nahm 1157 am Feldzug König Balduin III. nach Syrien teil. Nachdem Amalrich 1162 König von Jerusalem wurde, verlieh ihm dieser die Ämter des Kastellans und Vizegrafen von Jerusalem. Er ist als solcher 1163 und 1165 urkundlich belegt. Sein Amtssitz war die Davidsturm genannte Zitadelle am Westrand der Jerusalemer Altstadt. In weiteren Urkunden aus den Jahren 1171, 1176 und 1177 wird er lediglich Kastellan genannt, was wohl darauf hindeutet, dass das Amt des Kastellans als bedeutender angesehen wurde, als das des Vizegrafen. 1178 wurde das Amt des Kastellans kurzzeitig von seinem Bruder Balian von Jaffa und von Peter von Creseto wahrgenommen, 1179 war Rohard wieder in diesem Amt.